# Guánica
La municipalité de Guánica, sur l'ile de Porto Rico (code international : PR.GC) couvre une superficie de 93 km2 et regroupe 13 787 habitants en 2020. Elle est connue pour sa zone protégée de la Forêt d'État de Guánica.

## Histoire
C'est à Guánica que l'île fut envahie par les États-Unis après un débarquement Le 10 décembre 1898 lors de la guerre hispano-américaine.

## Culture et patrimoine
- Forêt d'État de Guánica